# Octanoate d'éthyle
L'octanoate d'éthyle est l'ester de l'acide octanoïque avec l'éthanol et de formule semi-développée CH3(CH2)6COOCH2CH3 utilisé dans l'industrie alimentaire et dans la parfumerie comme arôme. Il est présent dans de nombreux fruits et boissons alcoolisées. Il possède une forte odeur de fruit et de fleurs et est utilisé dans la composition d'arômes fruités.